# Massimiliano Narducci
Massimiliano Narducci (* 25. Februar 1964 in Ascoli Piceno) ist ein ehemaliger italienischer Tennisspieler.

## Leben
Narducci trat 1982 beim Juniorenturnier der US Open an, scheiterte im Einzel jedoch schon in der ersten Runde an Ronald Agénor. Im Doppel erreichte er das Viertelfinale. Auf der ATP World Tour konnte er erstmals 1985 einen nennenswerten Erfolg aufweisen, als er beim Turnier von Bologna das Viertelfinale erreichte. Zwei Jahre später erreichte er an selber Stelle das Achtelfinale, insgesamt verlief seine Karriere zu diesem Zeitpunkt jedoch enttäuschend. Nach zahlreichen Erstrundenniederlagen gelang ihm im Mai 1988 sensationell der Turniersieg als Lokalmatador in Florenz. Hierbei schlug er unter anderem Marcelo Filippini, Jaime Yzaga und im Finale Claudio Panatta. Nachfolgend gelang es ihm jedoch nicht seine Form zu halten, und so war nach diesem Turniersieg sein bestes Ergebnis des restlichen Jahres 1988 eine Achtelfinalteilnahme in Palermo. 1989 trat er gemeinsam mit Omar Camporese in Mailand und bei den Monte Carlo Masters an, sie erreichten dabei das Halbfinale respektive Viertelfinale. Camporese suchte sich in der Folge jedoch andere Doppelpartner und Narducci suchte sein Glück verstärkt auf der ATP Challenger Tour. Beim Challenger-Turnier von Modena zog er ins Halbfinale ein, in Pescara noch ins Viertelfinale. Dann häuften sich jedoch auch auf der ATP Challenger Tour die Erst- und Zweitrunden-Niederlagen. Zuletzt trat er auf unterklassigen ATP Satellite-Turnieren auf, bevor er 1991 seine Profikarriere beendete. Seine höchste Notierung in der Tennis-Weltrangliste erreichte er 1988 mit Position 77 im Einzel sowie 1989 mit Position 122 im Doppel.
Sein bestes Einzelergebnis bei einem Grand-Slam-Turnier war das Erreichen der zweiten Runde der Australian Open und der French Open 1988. Bei den anderen beiden Turnieren schied er im selben Jahr jeweils in der ersten Runde aus. 1988 war auch das einzige Jahr, in dem er sich für die vier Grand-Slam-Turniere qualifizieren konnte.
Narducci trat 1989 bei der Erstrundenpartie der Davis-Cup-Weltgruppe für Italien an. Bei der Partie in Schweden verlor er seine beiden Einzelpartien gegen Mikael Pernfors und Jonas Svensson jeweils knapp in fünf Sätzen. Schweden gewann die Partie 4:1. Dies blieb der einzige Einsatz Narduccis im Davis Cup.

## Turniersiege
| Legende                       |
| Grand Slam                    |
| Tennis Masters Cup            |
| ATP Masters Series            |
| ATP International Series Gold |
| ATP International Series (1)  |

### Einzel
| Nr. | Datum | Turnier | Belag | Finalgegner     | Ergebnis      |
| --- | ----- | ------- | ----- | --------------- | ------------- |
| 1.  | 1988  | Florenz | Sand  | Claudio Panatta | 3:6, 6:1, 6:4 |